# Bisley (Gloucestershire)
Pour les articles homonymes, voir Bisley.
Bisley est un village du Gloucestershire, en Angleterre.